# The Capris
The Capris son un grupo de armonía vocal estadounidense de doo wop. Originalmente procedían de la zona del Parque Ozone de Queens, Nueva York y se formaron como grupo en 1957, cuando eran adolescentes.
Los miembros originales eran Nick Santamaria (conocido también por Nick Santo, tenor), Mike Mincelli (primer tenor), Frank Reina (contratenor), Vinnie Naccarato (fallecido el 26 de diciembre de 2008) (barítono), y John Cassese (bajo vocal). Cuando formaron el grupo todavía se encontraban en el instituto y tenían alrededor de 15 años de edad. Mike, fue el que formó la agrupación y reclutó al resto de los miembros. Junto a John, estudiaba en el instituto John Adams, mientras que Nick estudiaba en Woodrow Wilson y Frank asistía a Franklin K. Lane.
En la primavera de 1958 reclutaron al último miembro y consiguieron llevar el grupo hacia adelante juntos. Al principio se llamaron The Supremes, pero pronto se cambiaron el nombre por The Capris. Suele creerse que se nombraron así por la isla de Capri, ya que eran italianos, pero Nick confirmó en una entrevista que le hizo Greg Milewski en 1993, que el nombre lo obtuvieron por el modelo de automóvil de los 50 llamado Lincoln Capri. Durante esta época, comenzaron a adquirir experiencia y popularidad a base de llevar a cabo actuaciones en callejones, iglesias y verbenas escolares y pronto grabaron su primer sencillo.